# Kaiku (equip ciclista)
El Kaiku va ser un equip ciclista basc que competí professionalment entre el 2005 i 2006. L'equip tenia la categoria d'equip professional continental, per la qual cosa participava en les curses dels Circuits Continentals, principalment l'UCI Europa Tour.
El seu patrocinador principal va ser la l'empresa lletera Kaiku. L'equip va desaparèixer després de la temporada de 2006.

## Classificacions UCI
L'equip participa en les proves dels circuits continentals, en particular de l'UCI Europa Tour.
UCI Europa Tour
| Temporada | Classificació per equips | Millor ciclista en la classificació individual |
| --------- | ------------------------ | ---------------------------------------------- |
| 2005      | 21è                      | Jon Bru (51è)                                  |
| 2006      | 13è                      | Ricardo Serrano (9è)                           |